# Acanthosaura lepidogaster
Acanthosaura lepidogaster là một loài thằn lằn trong họ Agamidae. Loài này được Cuvier mô tả khoa học đầu tiên năm 1829.